# Episodi di In famiglia e con gli amici (quarta stagione)
La quarta stagione della serie televisiva In famiglia e con gli amici è stata trasmessa in anteprima negli Stati Uniti d'America dalla ABC tra il 25 settembre 1990 e il 28 maggio 1991.
| nº | Titolo originale                     | Titolo italiano | Prima TV USA      | Prima TV Italia |
| -- | ------------------------------------ | --------------- | ----------------- | --------------- |
| 1  | Prelude to a Bris                    |                 | 25 settembre 1990 |                 |
| 2  | Life Class                           |                 | 2 ottobre 1990    |                 |
| 3  | Control                              |                 | 9 ottobre 1990    |                 |
| 4  | The Distance                         |                 | 16 ottobre 1990   |                 |
| 5  | The Haunting of DAA                  |                 | 30 ottobre 1990   |                 |
| 6  | The Guilty Party                     |                 | 13 novembre 1990  |                 |
| 7  | Photo Opportunity                    |                 | 27 novembre 1990  |                 |
| 8  | Never Better                         |                 | 4 dicembre 1990   |                 |
| 9  | Guns and Roses                       |                 | 11 dicembre 1990  |                 |
| 10 | Happy New Year                       |                 | 18 dicembre 1990  |                 |
| 11 | Melissa and Men                      |                 | 8 gennaio 1991    |                 |
| 12 | Advanced Beginners                   |                 | 22 gennaio 1991   |                 |
| 13 | Sifting the Ashes                    |                 | 5 febbraio 1991   |                 |
| 14 | Second Look                          |                 | 12 febbraio 1991  |                 |
| 15 | Fighting the Cold                    |                 | 19 febbraio 1991  |                 |
| 16 | The Difference Between Men and Women |                 | 26 febbraio 1991  |                 |
| 17 | The Wedding                          |                 | 9 aprile 1991     |                 |
| 18 | Closing the Circle                   |                 | 16 aprile 1991    |                 |
| 19 | Out the Door                         |                 | 30 aprile 1991    |                 |
| 20 | Hopeless                             |                 | 7 maggio 1991     |                 |
| 21 | A Stop at Willoughby                 |                 | 14 maggio 1991    |                 |
| 22 | Melissa in Wonderland                |                 | 21 maggio 1991    |                 |
| 23 | California                           |                 | 28 maggio 1991    |                 |